# Bocabartella
Bocabartella és una masia situada a Rocabruna, municipi de Camprodon, a la comarca catalana del Ripollès. Es troba darrere els Cingles blancs i de camí al coll de Malrem. Molt propera al GR 83 i al Coll de Malrem. A uns 800m al nord-oest trobem el collet de Bocabartella (1280m altitud), on neix el torrent del mateix nom, que en direcció sud és un afluent de la riera de Beget poc més avall.
La masia es menciona en documents del 1619 ens els que s'instava a les masies de l'àrea de Rocabruna a pagar la seva part en les obres de l'església. A Bocabartella s'acaba una etapa de la ruta nord de la transhumància entre Faitús i Tragurà fins a l'Empordà. També va ser un punt de pas de la Retirada republicana durant el mes de febrer de 1939 a través del Coll de Malrem.
El mas es trobava originàriament a un vessant, mentre que ara a dos, amb un petit adossat a la cara sud, un petit cobert al sud-oest i un gran corral ensorrat adossat a llevant, i una pallissa a ponent. Actualment només serveix el cos d'habitatge, com que la cabanya es troba en un estat de conservació dolent i la granja en ruïnes.
L'indret és considerat un hàbitat d'espai obert que requereix protecció de la seva biodiversitat. El Consorci de l'Alta Garrotxa hi va planificar el 2021 una intervenció de recuperació d'antigues pastures.